# Темиржолшы
Темиржолшы (каз. Теміржолшы) — село в Туркестанской области Казахстана. Находится в подчинении городской администрации Арыса. Входит в состав Дармениского сельского округа. Код КАТО — 511637700.

## Население
По данным 1999 года, в селе не было постоянного населения. По данным переписи 2009 года, в селе проживали 433 человека (227 мужчин и 206 женщин).